# Вратіслав Грешко
Вратіслав Грешко (словац. Vratislav Greško; нар. 24 липня 1977, Тайов, Чехословаччина) — словацький футболіст, виступав на позиції лівого захисника.

## Клубна кар'єра

### Ранні роки
Вратіслав розпочав футбольному кар'єру в 1995 році у клубі «Банська Бистриця», у 1997 році перейшов до «Інтеру» (Братислава), в якому виступав до 1999 року.

### «Баєр»
У 1999 році перейшов до «Баєра» (Ліверкузен).

### Перехід до «Інтернаціонале» та «Парми»
У жовтні 2000 року підписав 4-річний контракт з «Інтернаціонале», сума відступних склала 4 857 000 євро (9,5 мільйонів німецьких марок), в той же час у ЗМІ фігурувала цифра 9 млрлд лір (4 650 000 євро) до 14 млрд лір (7 230 000 євро). Став першим словацьким футболістом в «Інтері». Дебютував в італійському чемпіонаті 1 листопада 2000 року в переможному (2:0) поєдинку проти «Роми». 5 травня 2002 року відзначився результативною помилкою на користь Карела Поборського в програному (2:4) поєдинку проти «Лаціо». Після матчу отримав жорстку критику за помилку (через ту помилку римляни зрівняли рахунок, 2:2), яка в підсумку коштувала «Інтеру» скудетто. Його матчі зі «Інтер» відзначалися як «жорсткі» та «невпевнені». У команді провів 18 місяців (з листопада 2000 по червень 2002 року).
У червні 2002 року став частиною обмінної угоди між «Інтернаціонале» та «Пармою», за якою Вратіслав переходив в обмін на Матіаса Алмейду, обидва гравці були оцінені сумою 16 млн євро. Угоду розкритикували за те, що вона значно більше була комерційно вигідною, ніж корисним для команди переходом. У сезоні 2002/03 років довірою з боку тренера не користувався, тому зіграв лише два повних поєдинки.

### «Блекберн Роверз»
У той же час головний тренер «Блекберн Роверз» Грем Сунес шукав дублера на позицію лівого захисника. Спочатку Грешко протягом 4-х місяців виступав в оренді в англійському клубі (січень-травень 2003), а в серпні підписав повноцінний контракт з клубом. У своєму дебютному сезоні в Англії відзначився двома голами, по одному в воротах «Тоттенгем Готспур» та «Болтон Вондерерз».
По ходу сезону 2004/05 років зазнав важкої травми, пошкодження хрестоподібної зв'язки, через що змушений був пропустити решту сезону. Після одужання в сезоні 2005/06 років не зіграв жодного офіційного матчу за «Блекберн», а в липні 2006 року, після завершення терміну дії контракту, отримав статус вільного агента. Проте не лише цей сезон для Вратіслава був невдалим, наступного сезону він боровся з наслідками травми та намагався набрати ігрову форму.

### Перехід у «Нюрнберг» та повернення в «Баєр»
У 2006 році перейшов до «Нюрнберга», де на той час вже виступали словаки Роберт Віттек та Марек Мінтал. У вересні 2006 року завдяки впевненій грі, але з огляду на важку травму, підписав з клубом 1-річний контракт. У жовтні 2006 року дебютував у Бундеслізі, вийшовши на поле з лави запасних. Загалом же у сезоні 2006/07 років вийшов на поле в 15-и матчах, відзначився 1 голом.
У липні 2007 року, після 7-річної перерви, перейшов вільним агентом до «Баєра», підписавши з клубом 2-річну угоду. У червні 2009 року «Баєр» оголосив, що Грешко залишить команду.

### «Подбрезова»
Після цього перебував у Словаччині без клубу протягом двох років. У березні 2011 року Вратіслав приєднався до «Подбрезова», який на сезон 2011/12 років виборов путівку до другого дивізіону словацького чемпіонату. У липні 2011 року підписав 1-річний контракт з клубом. Допоміг своїй команді вийти до вищого дивізіону словацького чемпіонату. 14 червня 2015 року оголосив про завершення кар'єри професіонального футболіста.
По завершенні футбольної кар'єрі допомагає театру в Банській Бистриці.

## Кар'єра в збірній
Дебютував у національній команді 11 жовтня 2000 року в нічийному (0:0) домашньому поєдинку кваліфікації чемпіонату світу 2002 року проти Швеції. Дебютним голом за національну збірну Словаччини відзначився 14 травня 2002 року в товариському поєдинку проти Узбекистану. Своїм жругим та останнім голом у національній команді відзначився 18 серпня 2004 року в кваліфікації до чемпіонату світу 2006 року у воротах збірної Люксембургу. Востаннє футболку словацької збірної одягав 12 вересня 2007 року в переможному (5:2) домашньому поєдинку кваліфікації чемпіонату Європи 2008 року проти Уельсу. У складі головної футбольної команди країни зіграв 34 матчі та відзначився 2-а голами.

## Статистика виступів

### У збірній
| Дата       | Місто                | Господарі          | Результат | Гості       | Турнір            | Голи | Примітки |
| ---------- | -------------------- | ------------------ | --------- | ----------- | ----------------- | ---- | -------- |
| 11-10-2000 | Братислава           | Словаччина         | 0 – 0     | Швеція      | Відбір до ЧС 2002 | -    | 58'      |
| 27-2-2001  | Алжир (місто)        | Алжир              | 1 – 1     | Словаччина  | товариський матч  | -    | 90'      |
| 24-3-2001  | Стамбул              | Туреччина          | 1 – 1     | Словаччина  | Відбір до ЧС 2002 | -    |          |
| 28-3-2001  | Трнава               | Словаччина         | 3 – 1     | Азербайджан | Відбір до ЧС 2002 | -    |          |
| 25-4-2001  | Плоєшті              | Румунія            | 0 – 0     | Словаччина  | товариський матч  | -    |          |
| 29-5-2001  | Бремен               | Німеччина          | 2 – 0     | Словаччина  | товариський матч  | -    |          |
| 2-6-2001   | Сульна (комуна)      | Швеція             | 2 – 0     | Словаччина  | Відбір до ЧС 2002 | -    | 82'      |
| 6-6-2001   | Баку                 | Азербайджан        | 2 – 0     | Словаччина  | Відбір до ЧС 2002 | -    |          |
| 15-8-2001  | Братислава           | Словаччина         | 3 – 4     | Іран        | товариський матч  | -    | 46'      |
| 1-9-2001   | Братислава           | Словаччина         | 0 – 1     | Туреччина   | Відбір до ЧС 2002 | -    |          |
| 5-9-2001   | Тренчин              | Словаччина         | 4 – 2     | Молдова     | Відбір до ЧС 2002 | -    | 80'      |
| 7-10-2001  | Скоп'є               | Північна Македонія | 0 – 5     | Словаччина  | Відбір до ЧС 2002 | -    |          |
| 27-3-2002  | Ґрац                 | Австрія            | 2 – 0     | Словаччина  | товариський матч  | -    |          |
| 14-5-2002  | Пряшів               | Словаччина         | 4 – 1     | Узбекистан  | товариський матч  | 1    |          |
| 21-8-2002  | Оломоуць             | Чехія              | 4 – 1     | Словаччина  | товариський матч  | -    |          |
| 7-9-2002   | Стамбул              | Туреччина          | 3 – 0     | Словаччина  | Відбір до ЧЄ 2004 | -    | 72'      |
| 31-3-2004  | Братислава           | Словаччина         | 1 – 1     | Австрія     | товариський матч  | -    | 52'      |
| 28-4-2004  | Київ                 | Україна            | 1 – 1     | Словаччина  | товариський матч  | -    |          |
| 29-5-2004  | Рієка                | Хорватія           | 1 – 0     | Словаччина  | товариський матч  | -    |          |
| 18-8-2004  | Братислава           | Словаччина         | 3 – 1     | Люксембург  | Відбір до ЧС 2006 | 1    |          |
| 4-9-2004   | Москва               | Росія              | 1 – 1     | Словаччина  | Відбір до ЧС 2006 | -    |          |
| 8-9-2004   | Братислава           | Словаччина         | 7 – 0     | Ліхтенштейн | Відбір до ЧС 2006 | -    | 17' 62'  |
| 9-10-2004  | Братислава           | Словаччина         | 4 – 1     | Латвія      | Відбір до ЧС 2006 | -    |          |
| 17-11-2004 | Трнава               | Словаччина         | 1 – 1     | Словенія    | товариський матч  | -    | 7'       |
| 17-8-2005  | Вадуц                | Ліхтенштейн        | 0 – 0     | Словаччина  | Відбір до ЧС 2006 | -    | 56'      |
| 3-9-2005   | Братислава           | Словаччина         | 2 – 0     | Німеччина   | товариський матч  | -    |          |
| 7-9-2005   | Рига                 | Латвія             | 1 – 1     | Словаччина  | Відбір до ЧС 2006 | -    |          |
| 12-11-2005 | Мадрид               | Іспанія            | 5 – 1     | Словаччина  | Відбір до ЧС 2006 | -    | 66'      |
| 16-11-2005 | Братислава           | Словаччина         | 1 – 1     | Іспанія     | Відбір до ЧС 2006 | -    | 78'      |
| 7-2-2007   | Херес-де-ла-Фронтера | Словаччина         | 2 – 2     | Польща      | товариський матч  | -    |          |
| 24-3-2007  | Строволос            | Кіпр               | 1 – 3     | Словаччина  | Відбір до ЧЄ 2008 | -    | 27'      |
| 28-3-2007  | Дублін               | Ірландія           | 1 – 0     | Словаччина  | Відбір до ЧЄ 2008 | -    |          |
| 8-9-2007   | Братислава           | Словаччина         | 2 – 2     | Ірландія    | Відбір до ЧЄ 2008 | -    |          |
| 12-9-2007  | Трнава               | Словаччина         | 2 – 5     | Уельс       | Відбір до ЧЄ 2008 | -    | 64'      |
| Усього     |                      | Матчів             | 34        |             | Голів             | 2    |          |

## Досягнення
«Нюрнберг»
- Кубок Німеччини
  -  Володар (1): 2006/07